# 195-й истребительный авиационный полк
195-й истребительный авиационный полк — воинская часть Вооружённых Сил СССР в Великой Отечественной войне.

## История
Полк формировался весной 1941 года в Ленинградском военном округе, к 22 июня 1941 года формирование не было закончено. Был вооружён истребителями И-16.
В составе действующей армии во время Великой Отечественной войны с 22 июня 1941 по 5 января 1942 и с 13 марта 1942 по 14 ноября 1944 года.
С 7 июля 1941 года полк был включён в состав 7-го авиакорпуса ПВО, осуществляет противовоздушную оборону Ленинграда и коммуникаций по Ладожскому озеру, перехватывает самолёты противника, штурмует наземные войска и укрепления. Так 10 сентября 1941 года ведёт напряжённый воздушный бой в районе Коломенское.
5 января 1942 года выведен в резерв, вооружён самолётами «Харрикейн» Mk IIB.
К 13 марта 1942 года перебазировался на фронт, перелетел на аэродром Кудинское озеро близ Торопца, где вместе со 191-м истребительным авиационным полком попал под налёт 14 Ju-88, понёс достаточно большие потери в материальной части. Действует в районе Торопца, Великих Лук до мая 1942 года, после чего был вооружён «Киттихаук» и переброшен в Карелию, где уже оставался до конца войны.
Действовал практически на всей территории Карелии, а также на Кольском полуострове; за два года боевых действий летал над Петрозаводском, Беломорском, Кандалакшей, Мурманском, Лодейным Полем.
В 1942 году базировался на аэродроме Летняя, неподалёку от Сегежи
Так, совместно с 760-м истребительным авиационным полком 15 июля 1942 года отражает налёт 17 Ju-88 и одного Do-215 в сопровождении пяти Bf-109 на мост Кировской железной дороги в районе станции Кемь. В декабре 1942 года  в частности действует в районах Великая Губа —Тикшозеро,  Паданытак. 22 мая 1944 года штурмует аэродром Алакуртти.
C 25 февраля 1943 года полк был придан 258-й смешанной авиационной дивизии, оперативно подчинённой непосредственно командующему ВВС Северного флота. Вместе с дивизией в течение первой половины 1943 года выполняет боевую задачу налётов на аэродромы противника в Заполярье. Так, 18 марта 1943 года прикрывает налёт 6 Ил-2 17-го гвардейского штурмового авиаполка на аэродром Луостари
Летом 1943 года перевооружён самолётами Як-7, Як-9. С июля 1943 года вместе со 152-м истребительным авиационным полком действует в основном на кандалакшском направлении, взаимодействовуя с частями 14-й армии, прикрывает с воздуха Кировскую железную дорогу на участке Апатиты - станция Кереть, сопровождает бомбардировочную и штурмовую авиацию, ведёт воздушную разведку.
В июне 1944 года в ходе Свирско-Петрозаводской операции действует над Свирью, 23–27 июня 1944 года прикрывает войска 70-й морской стрелковой бригады и 3-й бригады морской пехоты в ходе Тулоксинской десантной операции. 28 июля 1944 года вылетает на перехват 12 «Бристоль-Бленхейм» и 14 «Кёртиссов» в район станции Лоймола. В октябре 1944 года участвует в Петсамо-Киркенесской наступательной операции.
С ноября 1944 года в составе действующей армии не числится, базируется под Москвой, находясь в резерве Ставки ВГК. За годы войны потери в лётном составе полка были следующие: 1941 год - 78 человек, 1942 год - 36, 1943 год - 8, 1944 год - 50.

## Полное наименование
- 195-й истребительный авиационный полк

## Подчинение
| Дата            | Фронт (округ)       | Армия               | Корпус                                    | Дивизия                                  | Примечания |
| --------------- | ------------------- | ------------------- | ----------------------------------------- | ---------------------------------------- | ---------- |
| 22.06.1941 года | Северный фронт      | -                   | -                                         | 54-я истребительная авиационная дивизия  | -          |
| 01.07.1941 года | Северный фронт      | -                   | -                                         | 54-я истребительная авиационная дивизия  | -          |
| 10.07.1941 года | Северный фронт      | -                   | 7-й истребительный авиационный корпус ПВО | -                                        | -          |
| 01.08.1941 года | Северный фронт      | -                   | 7-й истребительный авиационный корпус ПВО | -                                        | -          |
| 01.09.1941 года | Ленинградский фронт | -                   | 7-й истребительный авиационный корпус ПВО | -                                        | -          |
| 01.10.1941 года | Ленинградский фронт | -                   | 7-й истребительный авиационный корпус ПВО | -                                        | -          |
| 01.11.1941 года | Ленинградский фронт | -                   | 7-й истребительный авиационный корпус ПВО | -                                        | -          |
| 01.12.1941 года | Ленинградский фронт | -                   | 7-й истребительный авиационный корпус ПВО | -                                        | -          |
| 01.01.1942 года | Ленинградский фронт | -                   | -                                         | 92-я истребительная авиационная дивизия  | -          |
| 01.02.1942 года | Резерв Ставки ВГК   | -                   | -                                         | -                                        | -          |
| 01.03.1942 года | Резерв Ставки ВГК   | -                   | -                                         | -                                        | -          |
| 01.04.1942 года | Калининский фронт   | 3-я ударная армия   | -                                         | -                                        | -          |
| 01.05.1942 года | Калининский фронт   | 3-я ударная армия   | -                                         | -                                        | -          |
| 01.06.1942 года | Карельский фронт    | 32-я армия          | -                                         | -                                        | -          |
| 01.07.1942 года | Карельский фронт    | 32-я армия          | -                                         | -                                        | -          |
| 01.08.1942 года | Карельский фронт    | 32-я армия          | -                                         | -                                        | -          |
| 01.09.1942 года | Карельский фронт    | 32-я армия          | -                                         | -                                        | -          |
| 01.10.1942 года | Карельский фронт    | 32-я армия          | -                                         | -                                        | -          |
| 01.11.1942 года | Карельский фронт    | 32-я армия          | -                                         | -                                        | -          |
| 01.12.1942 года | Карельский фронт    | 7-я воздушная армия | -                                         | 259-я истребительная авиационная дивизия | -          |
| 01.01.1943 года | Карельский фронт    | 7-я воздушная армия | -                                         | 259-я истребительная авиационная дивизия | -          |
| 01.02.1943 года | Карельский фронт    | 7-я воздушная армия | -                                         | 259-я истребительная авиационная дивизия | -          |
| 01.03.1943 года | Карельский фронт    | 7-я воздушная армия | -                                         | 259-я истребительная авиационная дивизия | -          |
| 01.04.1943 года | Карельский фронт    | 7-я воздушная армия | -                                         | 259-я истребительная авиационная дивизия | -          |
| 01.05.1943 года | Карельский фронт    | 7-я воздушная армия | -                                         | 259-я истребительная авиационная дивизия | -          |
| 01.06.1943 года | Карельский фронт    | 7-я воздушная армия | -                                         | 259-я истребительная авиационная дивизия | -          |
| 01.07.1943 года | Карельский фронт    | 7-я воздушная армия | -                                         | 259-я истребительная авиационная дивизия | -          |
| 01.08.1943 года | Карельский фронт    | 7-я воздушная армия | -                                         | 324-я истребительная авиационная дивизия | -          |
| 01.09.1943 года | Карельский фронт    | 7-я воздушная армия | -                                         | 324-я истребительная авиационная дивизия | -          |
| 01.10.1943 года | Карельский фронт    | 7-я воздушная армия | -                                         | 324-я истребительная авиационная дивизия | -          |
| 01.11.1943 года | Карельский фронт    | 7-я воздушная армия | -                                         | 324-я истребительная авиационная дивизия | -          |
| 01.12.1943 года | Карельский фронт    | 7-я воздушная армия | -                                         | 324-я истребительная авиационная дивизия | -          |
| 01.01.1944 года | Карельский фронт    | 7-я воздушная армия | -                                         | 324-я истребительная авиационная дивизия | -          |
| 01.02.1944 года | Карельский фронт    | 7-я воздушная армия | -                                         | 324-я истребительная авиационная дивизия | -          |
| 01.03.1944 года | Карельский фронт    | 7-я воздушная армия | -                                         | 324-я истребительная авиационная дивизия | -          |
| 01.04.1944 года | Карельский фронт    | 7-я воздушная армия | -                                         | 324-я истребительная авиационная дивизия | -          |
| 01.05.1944 года | Карельский фронт    | 7-я воздушная армия | -                                         | 324-я истребительная авиационная дивизия | -          |
| 01.06.1944 года | Карельский фронт    | 7-я воздушная армия | -                                         | 324-я истребительная авиационная дивизия | -          |
| 01.07.1944 года | Карельский фронт    | 7-я воздушная армия | -                                         | 324-я истребительная авиационная дивизия | -          |
| 01.08.1944 года | Карельский фронт    | 7-я воздушная армия | -                                         | 324-я истребительная авиационная дивизия | -          |
| 01.09.1944 года | Карельский фронт    | 7-я воздушная армия | -                                         | 324-я истребительная авиационная дивизия | -          |
| 01.10.1944 года | Карельский фронт    | 7-я воздушная армия | -                                         | 324-я истребительная авиационная дивизия | -          |
| 01.11.1944 года | Карельский фронт    | 7-я воздушная армия | -                                         | 324-я истребительная авиационная дивизия | -          |
| 01.12.1944 года | Резерв Ставки ВГК   | 7-я воздушная армия | -                                         | 324-я истребительная авиационная дивизия | -          |
| 01.01.1945 года | Резерв Ставки ВГК   | 7-я воздушная армия | -                                         | 324-я истребительная авиационная дивизия | -          |
| 01.02.1945 года | Резерв Ставки ВГК   | 7-я воздушная армия | -                                         | 324-я истребительная авиационная дивизия | -          |
| 01.03.1945 года | Резерв Ставки ВГК   | 7-я воздушная армия | -                                         | 324-я истребительная авиационная дивизия | -          |
| 01.04.1945 года | Резерв Ставки ВГК   | 7-я воздушная армия | -                                         | 324-я истребительная авиационная дивизия | -          |
| 01.05.1945 года | Резерв Ставки ВГК   | 7-я воздушная армия | -                                         | 324-я истребительная авиационная дивизия | -          |

## Командиры
- Соколов, Станислав Осипович,  майор, 07.1941 - 11.1941
- Фомин, Фёдор Иванович, майор 12.1941 - ?
- Мироненко, Владимир Сергеевич, подполковник, 07.1943 - 01.02.1944 (погиб)
- Кулигин, Николай Афанасьевич, майор, 02.1944 - 22.05.1944 (погиб)
- Толмачёв, Иван Михайлович,  майор, 05.1944 - 09.05.1945